# Big Fat Snakes diskografi
Den danske poprockgruppe Big Fat Snakes diskografi består af 14 studiealbum, to livealbum, fire opsamlingsalbum (heriblandt to bokssæt), og 48 singler.

## Album

### Studiealbum
| Titel                                                            | Album detaljer                                                                 | Højeste placering | Certificering |
| Titel                                                            | Album detaljer                                                                 | Danmark           | Certificering |
| ---------------------------------------------------------------- | ------------------------------------------------------------------------------ | ----------------- | ------------- |
| Big Fat Snake                                                    | - Udgivet: 1991 - Selskab: Sundance - Format: LP, CD                           | —                 |               |
| Born Lucky                                                       | - Udgivet: 1992 - Selskab: Medley - Format: LP, CD                             | —                 |               |
| Beautiful Thing                                                  | - Udgivet: 1994 - Selskab: Sundance - Format: CD                               | —                 |               |
| Midnight Mission                                                 | - Udgivet: 1995 - Selskab: L&G, Edel Scandinavia - Format: CD                  | 17                |               |
| Fight for Your Love                                              | - Udgivet: 1996 - Selskab: Mega - Format: CD                                   | 10                |               |
| Flames                                                           | - Udgivet: 1997 - Selskab: Mega - Format: CD                                   | 6                 | - Guld        |
| www.bigfatsnake.com                                              | - Udgivet: 22. oktober 1998 - Selskab: Mega - Format: CD                       | 9                 | - Platin      |
| Running Man                                                      | - Udgivet: 27. september 2000 - Selskab: Mega - Format: CD                     | 5                 | - Guld        |
| Play It By Ear                                                   | - Udgivet: 12. august 2002 - Selskab: Mega - Format: CD                        | 2                 |               |
| More Fire                                                        | - Udgivet: 9. august 2004 - Selskab: CMC - Format: CD, download                | 1                 | - 2× Platin   |
| Between the Devil and the Big Blue Sea                           | - Udgivet: 3. februar 2006 - Selskab: CMC - Format: CD, download               | 1                 | - Platin      |
| NU                                                               | - Udgivet: 1. oktober 2007 - Selskab: Copenhagen - Format: CD, download        | 3                 | - Platin      |
| What Is Left Is Right                                            | - Udgivet: 31. august 2009 - Selskab: Mermaid - Format: CD, download           | 1                 |               |
| Come Closer                                                      | - Udgivet: 24. januar 2011 - Selskab: RecArt - Format: CD, download            | 3                 | - Guld        |
| IdiOcrazy                                                        | - Udgivet: 22. april 2014 - Selskab: REO, Universal - Format: LP, CD, download | 2                 |               |
| Unplugged                                                        | - Udgivet: 20. februar 2017 - Format: CD                                       | —                 |               |
| "—" markerer en udgivelse der ikke opnåede en hitlisteplacering. |                                                                                |                   |               |

### Livealbum
| Titel                                                            | Album detaljer                                                           | Højeste placering | Certificering |
| Titel                                                            | Album detaljer                                                           | Danmark           | Certificering |
| ---------------------------------------------------------------- | ------------------------------------------------------------------------ | ----------------- | ------------- |
| Live                                                             | - Udgivet: 2001 - Selskab: Mega - Format: CD, DVD                        | —                 |               |
| One Night of Sin (med TCB Band & The Sweet Inspirations)         | - Udgivet: 4. august 2003 - Selskab: CMC - Format: CD, DVD               | 1                 | - 2× Platin   |
| Midnight Hour                                                    | - Udgivet: 11. november 2013 - Selskab: REO, Universal - Format: CD, DVD | 9                 | - Guld        |
| "—" markerer en udgivelse der ikke opnåede en hitlisteplacering. |                                                                          |                   |               |

### Opsamlingsalbum
| Titel                                                            | Album detaljer                                                 | Højeste placering | Certificering |
| Titel                                                            | Album detaljer                                                 | Danmark           | Certificering |
| ---------------------------------------------------------------- | -------------------------------------------------------------- | ----------------- | ------------- |
| BFS Forever                                                      | - Udgivet: 1998 - Selskab: Rock Records - Format: CD           | —                 |               |
| Recycled                                                         | - Udgivet: 6. september 1999 - Selskab: Mega - Format: CD      | 1                 | - 2× Platin   |
| The Box                                                          | - Udgivet: 24. januar 2005 - Selskab: CMC - Format: CD bokssæt | 2                 | - Guld        |
| Recycled / One Night of Sin                                      | - Udgivet: 2007 - Selskab: CMC - Format: CD/DVD bokssæt        | —                 |               |
| "—" markerer en udgivelse der ikke opnåede en hitlisteplacering. |                                                                |                   |               |

### Andre album
| Titel                 | Album detaljer                                 | Noter |
| --------------------- | ---------------------------------------------- | --- |
| JBL Power Performance | - Udgivet: 1996 - Selskab: JBL - Format: CD    | - Udgivet af JBL som promotion for deres anlæg og højttalere. Udgivelsen indeholder to sange fra 1994-albummet Beautiful Thing, og syv sange fra 1995-albummet Midnight Mission, samt "Back Into Your Eyes" fra soundtracket til filmen Farligt venskab (1995). |
| Hjælp uden omveje     | - Udgivet: 2001 - Selskab: Tocano - Format: CD | - Udgivet i anledning af Dansk Flygtningehjælps Landsindsamling 2001. Udgivelsen indeholder fem sange: "Female Voice", "Fight For Your Love", "Be Alone with Me", "You're an Apple", og "Running Man".                                                          |

## Singler
| År   | Titel                                                      | Album                                  |
| ---- | ---------------------------------------------------------- | -------------------------------------- |
| 1991 | "Summertime Blues" / "I Want You"                          | Big Fat Snake                          |
| 1992 | "Cruisin" / "Today I Fell in Love with You Again"          | Born Lucky                             |
| 1992 | "Whenever You're Ready" / "Don't You Know"                 | Born Lucky                             |
| 1994 | "Plastic Man" / "Loosing You"                              | Beautiful Thing                        |
| 1994 | "Howling at the Moon"                                      | Beautiful Thing                        |
| 1995 | "No Peace Like in Heaven"                                  | Midnight Mission                       |
| 1995 | "Run Run Run"                                              | Midnight Mission                       |
| 1995 | "Never Had It So Good"                                     | Midnight Mission                       |
| 1995 | "Back into Your Eyes"                                      | Musik fra filmen Farligt venskab       |
| 1996 | "Forever"                                                  | Fight for Your Love                    |
| 1996 | "Fight for Your Love"                                      | Fight for Your Love                    |
| 1996 | "I'll Take Care of You"                                    | Fight for Your Love                    |
| 1996 | "You're the One"                                           | Fight for Your Love                    |
| 1996 | "Big Boys in Red & White" (med Landsholdet)                | ikke-album single                      |
| 1997 | "So Sad"                                                   | Flames                                 |
| 1997 | "Flames"                                                   | Flames                                 |
| 1997 | "Empty House"                                              | Flames                                 |
| 1997 | "Bonsoir Madame"                                           | Flames                                 |
| 1997 | "Someone Like You"                                         | Flames                                 |
| 1998 | "Female Voice"                                             | www.bigfatsnake.com                    |
| 1998 | "Ain't No Use"                                             | www.bigfatsnake.com                    |
| 1998 | "Nothing Gets Me Down"                                     | www.bigfatsnake.com                    |
| 1999 | "Don't Talk About It"                                      | Recycled                               |
| 1999 | "Sending Me Angels"                                        | Recycled                               |
| 2000 | "I Can't Stay"                                             | Running Man                            |
| 2000 | "Need Another Love Song"                                   | Running Man                            |
| 2001 | "Warm and Tender"                                          | Running Man                            |
| 2001 | "Goodnight"                                                | Running Man                            |
| 2002 | "Sunshine Man"                                             | Play It By Ear                         |
| 2002 | "Connected to You"                                         | Play It By Ear                         |
| 2003 | "One Night of Sin" (med TCB Band & The Sweet Inspirations) | One Night of Sin                       |
| 2004 | "When I'm in My Dreams"                                    | More Fire                              |
| 2004 | "Sittin' in a Window"                                      | More Fire                              |
| 2004 | "Hey Mr. World"                                            | More Fire                              |
| 2005 | "All My Sweet Love"                                        | Between the Devil and the Big Blue Sea |
| 2006 | "I Wanna Feel I'm Alive"                                   | Between the Devil and the Big Blue Sea |
| 2006 | "A Little Less Loneliness"                                 | Between the Devil and the Big Blue Sea |
| 2006 | "Please Don't Go"                                          | Between the Devil and the Big Blue Sea |
| 2007 | "Juliet"                                                   | NU                                     |
| 2007 | "She'll Come Back" (featuring Sanne Salomonsen)            | NU                                     |
| 2007 | "Why Do I Cry"                                             | NU                                     |
| 2009 | "Addicted"                                                 | What Is Left Is Right                  |
| 2009 | "Shadow"                                                   | What Is Left Is Right                  |
| 2010 | "Love is Freeware"                                         | Come Closer                            |
| 2011 | "Rebuilding My World"                                      | Come Closer                            |
| 2012 | "Explain"                                                  | IdiOcrazy                              |
| 2013 | "Stranger in My Own Hometown"                              | Midnight Hour                          |
| 2013 | "Ramblin' Man"                                             | IdiOcrazy                              |
| 2014 | "She Lives for Today"                                      | IdiOcrazy                              |
| 2016 | "You Better Start Thinking Again"                          |                                        |